# Amigonianie
Zgromadzenie Kapucynów Tercjarzy Matki Bożej Bolesnej (znani również jako amigonianie) – męskie zgromadzenie rzymskokatolickie. Założone zostało przez kapucyna Luisa Amigó y Ferrer w 1889 roku w Walencji.
Początkowo członkowie Zgromadzenia mieli działać w trzech obszarach: ochronie zdrowia, edukacji oraz opiece nad więźniami. Od 1902 roku posłannictwo zakonu skupiło się głównie na edukacji i resocjalizacji młodzieży.
Zakonnicy szczególną troską obejmują młodzież z problemami rodzinnymi, tę, która popadła w konflikt z prawem, uzależnioną. Charyzmat realizowany jest poprzez prowadzenie schronisk dla nieletnich, szkół, poradni, realizację programów wychowawczych i rehabilitacyjnych, pracę w parafiach.
W Polsce Zgromadzenie obecne jest od 2001 roku. W Lublinie prowadzi dom opiekuńczo-wychowawczy dla młodzieży.